# دریای سیبری شرقی

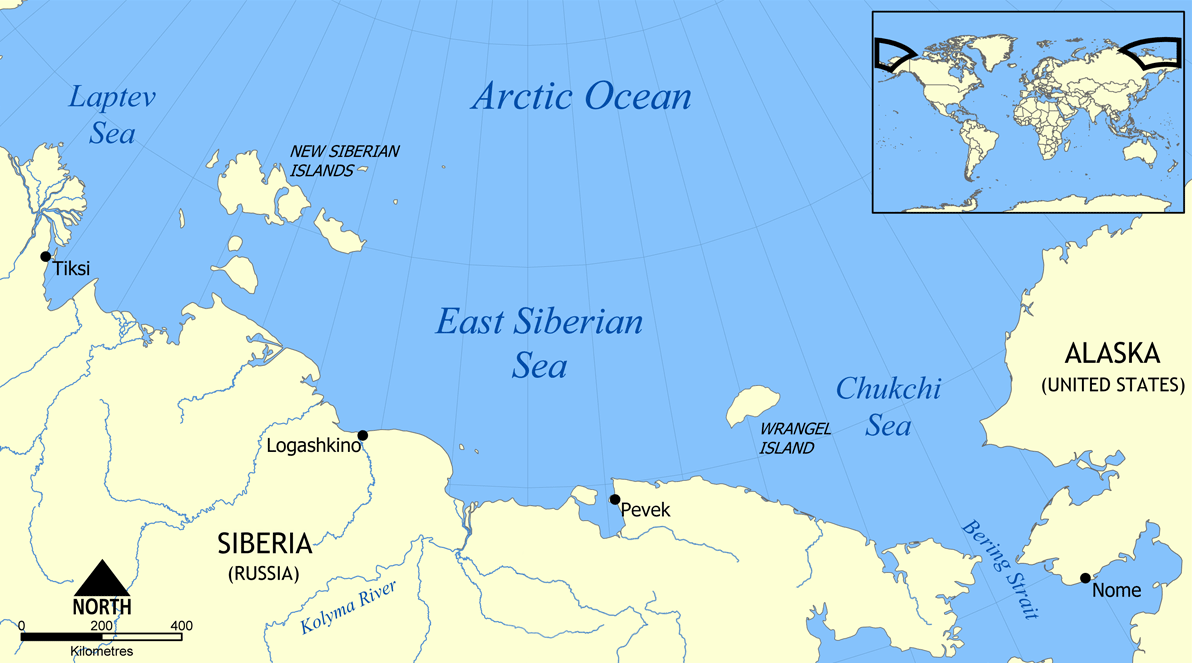
نقشهٔ دریای سیبری شرقی

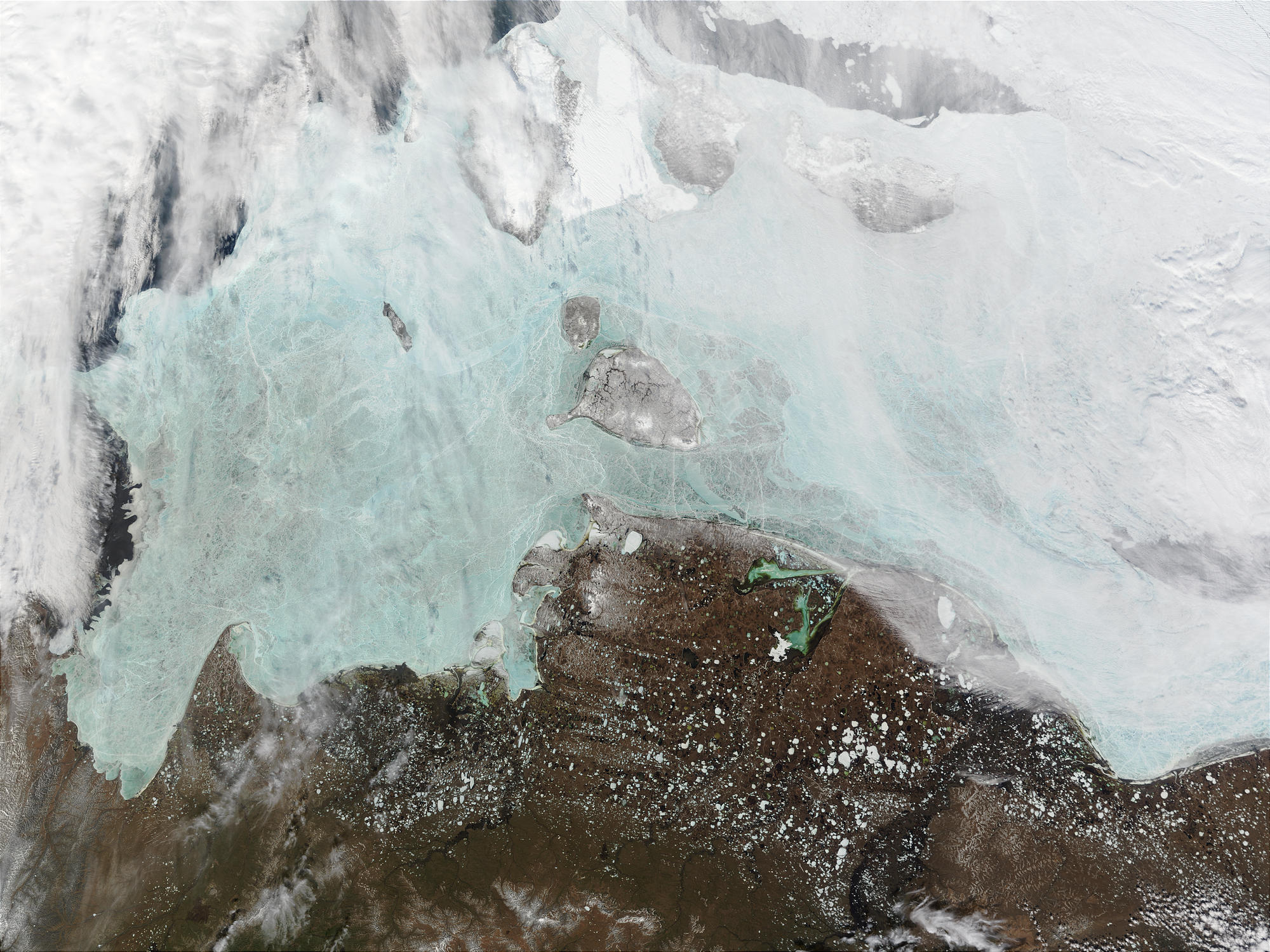
نمای ماهواره‌ای از دریای منجمد سیبری شرقی

دریای سیبری شرقی (به روسی: Восто́чно-Сиби́рское мо́ре) بخشی از اقیانوس منجمد شمالی است که در شمال بخش شمال شرقی سیبری در روسیه در میان جزایر سیبری جدید در غرب و جزیره رانگل در شرق واقع شده‌است. این دریا از طریق تنگه‌های دمیتریا لاپتفا، اتریکان و سانیکوف در غرب خود به دریای لاپتف می‌پیوند و تنگه لانگ در شرق دریای سیبری شرقی آن را به دریای چوکچی پیوند می‌دهد. رودهای ایندیگیرکا، کولیما، چاون و چند رود دیگر به این دریا می‌ریزند.
دریای سیبری شرقی مساحتی در حدود ۹۳۶٬۰۰۰ کیلومتر مربع را در اشغال خود دارد و در بیشتر طول سال یخ‌بسته‌است. عمق این دریا در ژرفترین نقطهٔ آن به ۱۵۵ متر می‌رسد اما بخش‌های غربی و مرکزی آن کم‌عمق بوده و بین ۹ تا ۲۰ متر ژرفا دارد. مهمترین بنادری که در این دریا واقعند بندر پوک در ناحیهٔ خودمختار چوکچی و آمبارچیک در شمال شرقی جمهوری ساخا هستند.
کشتیرانی در دریای سیبری شرقی تنها در تابستان و در در فاصلهٔ ماه‌های اوت تا سپتامبر که یخ‌های آن آب‌شده‌اند امکانپذیر است.